# 俄亥俄州學院和大學列表
俄亥俄州有很多公私立學院和大學，這些學院和大學有一部份被排名在全國性大學排名的前幾名，包括：丹尼森大学 、凱斯西儲大學、俄亥俄州立大學、邁阿密大學、戴頓大學、俄亥俄大學、辛辛那提大學、肯特州立大學、艾克朗大學和楊斯鎮州立大學。2006到2008年，俄亥俄州立大學是全美國最大的大學，這所大學被指派做全國性的研究關於在俄亥俄州新設立大學系統。
凱斯西儲大學和俄亥俄州立大學是俄亥俄州美國大學學會的其中兩個成員。俄亥俄大學是最古老的大學。邁阿密大學和俄亥俄州立大學分別在1986年與2001年被公認是與私立長春藤大學一樣的公立長春藤大學。俄亥俄大學與哥倫比亞大學的新聞學學校是全美國最棒的。艾克朗大學的聚合物科學和工程學課程被美國新聞與世界報導排名在全美國前五名內。文理學院中，丹尼森大学被列為小常春藤盟校之一，被譽為中西部的普林斯顿大学。
根據最近的美國新聞與世界報導對大學部本科的排名，丹尼森大學、歐柏林學院、肯尼恩學院與凱斯西儲大學是俄亥俄州排名最前面的大學。
俄亥俄州立大學的新生註冊人數是全美國前五名。戴頓大學是俄亥俄州私立大學新人註冊人數最多的大學，其次是凱斯西儲大學、愛許蘭大學、富蘭克林大學和泽维尔大学。

## 學院和大學列表
以下是俄亥俄州目前运营的公立和私立高等教育机构列表。：

## 公立
- 美國空軍技術學院 (（Air Force Institute of Technology)
- 鮑林格林州立大學（Bowling Green State University）
- 克里夫蘭州立大學（Cleveland State University）
- 后京學院（Hocking College）
- 肯特州立大學（Kent State University）
- 邁阿密大學（Miami University）
- 北中央州立學院（North Central State College）
- 俄亥俄州立大學（Ohio State University）
- 俄亥俄大學（Ohio University）
- 艾克朗大學（The University of Akron）
- 辛辛納提大學（University of Cincinnati）
- 托雷多大學（University of Toledo）
- 萊特州立大學（Wright State University）
- 楊斯鎮州立大學（Youngstown State University）
- 贊恩州立學院（Zane State College）

## 私立
- 愛許蘭大學（Ashland University）
- 布拉夫頓大學 (Bluffton University)
- 凱斯西儲大學（Case Western Reserve University）
- 克里夫蘭音樂學院 (Cleveland Institute of Music)
- 丹尼森大學（Denison University）
- 富蘭克林大學（Franklin University）
- 約翰卡羅爾大學（John Carroll University）
- 凯尼恩学院（Kenyon College）
- 凱特林學院 (Kettering College）
- 馬龍學院（Malone College）
- 歐柏林大學（Oberlin College）
- 俄亥俄衛斯里昂大學（Ohio Wesleyan University）
- 蒂芬大学（Tiffin University）
- 伍斯特学院（The College of Wooster）
- 芬利大學（The University of Findlay）
- 戴頓大學（University of Dayton）
- 威滕伯格大學 (Wittenberg University)
- 泽维尔大学（Xavier University）

## 已經倒閉的大專院校
- 聖母學院(Notre Dame College of Ohio)

## 註冊人數排名
俄亥俄州註冊人數前20名的大學：
1. 俄亥俄州立大學: 59,091[8]
2. 辛辛那提大學: 36,415
3. 肯特州立大學: 34,491[9]
4. 托雷多大學: 22,336
5. 艾克朗大學: 21,635
6. 俄亥俄大學: 20,437
7. 鮑林格林州立大學: 18,989
8. 邁阿密大學: 17,161
9. 萊特州立大學: 15,985
10. 克里夫蘭州立大學: 15,664
11. 楊斯鎮州立大學: 14,682
12. 戴頓大學: 10,495
13. 凱斯西儲大學: 9,095
14. 富蘭克林大學: 6,823
15. 泽维尔大学: 6,668
16. 愛許蘭大學: 6,500[10]
17. 芬利大學: 4,654
18. 鮑德溫華萊士學院: 4,600
19. 約翰卡羅爾大學: 4,101
20. 德維大學: 3,949

## 資料來源
1. ↑  .   [2009-12-04]. （原始内容存档于2010-03-17）.
2. ↑  .   [2009-12-04]. （原始内容存档于2009-09-03）.
3. ↑  .   [2009-12-04]. （原始内容存档于2009-12-27）.
4. ↑  .   [2009-12-04]. （原始内容存档于2009-08-26）.
5. ↑  .   [2009-12-04]. （原始内容存档于2009-09-03）.
6. ↑  .   [2009-12-04]. （原始内容存档于2009-11-28）.
7. ↑  .   [2010-01-09]. （原始内容存档于2010-02-10）.
8. ↑   (PDF).   [2009-12-04]. （原始内容存档 (PDF)于2010-06-25）.
9. ↑  肯特州立大學官方公佈秋季入學人數[永久]
10. ↑  .   [2010-01-11]. （原始内容存档于2010-05-14）.